# María Soledad Torres Acosta
María Soledad Torres Acosta, cuyo nombre de nacimiento era Bibiana Antonia Manuela Torres Acosta (Madrid, 2 de diciembre de 1826-Madrid, 11 de octubre de 1887) fue una religiosa española, fundadora de la Congregación de las Siervas de María Ministras de los Enfermos. Es venerada como santa por la Iglesia católica. En 2016 se produjo la película Luz de Soledad que trata su vocación y las dificultades de sus primeros años como fundadora.

## Vida
Natural de Madrid, nacida en 1826 en el seno de una familia sencilla. Sus padres eran Antonia Acosta y Manuel Jiménez Torres. Fue bautizada con el nombre de Bibiana Antonia Manuela Torres Acosta. De pequeña ya se sintió atraída por la vida religiosa. Ayuda a la congregación de las Hijas de la Caridad, que mantienen una casa para personas mayores necesitadas en la parroquia de San Martín. Mientras tanto, asiste a una escuela gratuita.
A los veinticinco años, quiso entrar en una comunidad de monjas dominicas, pero tenía que esperar a que hubiera lugar. Oyó hablar entonces de la idea de un sacerdote de Chamberí, Miguel Martínez y Sanz O.S.M., que quería formar un grupo de mujeres que tuvieran cuidado de enfermos sin recursos en sus mismos domicilios y que, si llegaba el caso, les ayudaran a prepararse para una buena muerte. Fue admitida en el proyecto y, con seis compañeras más, tomó el hábito de la nueva congregación el 15 de agosto de 1851, cambiando su nombre de pila por el de María Soledad. Nacían así las Siervas de María, Ministras de los Enfermos.
La comunidad llegó a tener, en 1853, veintidós miembros, pero pronto tiene problemas para subsistir, además, la dureza de la tarea hace que cuatro de las hermanas de la fundación inicial lo abandonen (dos ya habían muerto). Finalmente, en 1856, Miguel Martínez también deja la asociación. Soledad se convierte entonces la única fundadora que queda y superiora de las doce religiosas que, en tres casas (Madrid, Getafe y Ciudad Rodrigo), forman la congregación.
El 13 de noviembre de 1856, el nuevo director Francisco Morales cambió de superiora, mientras que el arzobispo de Toledo, cardenal Juan José Bonel y Orbe, pensaba en suprimir la congregación. En 1857, sin embargo, el nuevo director, Gabino Sánchez, de la Orden de Agustinos Recoletos, volvió a llamar Soledad como superiora. Entre los dos redactaron unos estatutos y, con el apoyo de Isabel II de España, evitaron la supresión.
La congregación fue aprobada en 1876 por León XIII. Se difunde por toda España y América: en 1875 abrió casa en Cuba y, después en Santander, Almería, Zaragoza, Puerto Rico, etc. Entre 1887 y 1887 fundaron 29 casas. Además, se ocuparon del Hospital de San Carlos de El Escorial.
La labor asistencial de las Siervas de María, Ministras de los Enfermos, coincide en el tiempo con la de Florence Nightingale en Inglaterra, considerada pionera de la enfermería profesional.

## Muerte y canonización
Murió en Madrid el 11 de octubre de 1887, mientras bendecía a sus hermanas diciendo: «Hijas, que tengáis paz y unión». Fue beatificada por el papa Pío XII el 5 de febrero de 1950 y canonizada el 25 de enero de 1970 por Pablo VI.